# Орклєвець
Орклєвець (словен. Orkljevec) — поселення в общині Мирна Печ, регіон Південно-Східна Словенія, Словенія.